# Andrena thaspii
Andrena thaspii là một loài Hymenoptera trong họ Andrenidae. Loài này được Graenicher mô tả khoa học năm 1903.